# Campeonato Paraense de Futebol de 2024
O Campeonato Paraense de Futebol de 2024, (por questões de patrocínio, Campeonato Paraense Banpará de 2024) foi a 112ª edição da principal divisão de futebol do Pará. 
A edição de 2024 contou com a estreia do Canaã-PA, que representa a cidade de Canaã dos Carajás. Além do retorno da equipe do Santa Rosa, que não disputa a fase principal do campeonato desde a edição de 2010.
A novidade nesta edição foi a criação da Copa Grão-Pará, que foi disputada por clubes eliminados nas quartas de final e semifinal. A competição vale vaga para a primeira fase da Copa do Brasil de 2025. Tal torneio foi vencido pela Tuna Luso após derrotar o São Francisco na final, voltando a ganhar um título paraense na principal divisão desde a sua última conquista no Parazão em 1988. Também participaram: Águia de Marabá, Caeté, Santa Rosa e Bragantino. 
No torneio principal, o Paysandu quebra um jejum de três anos sem vencer e conquista o seu quinquagésimo título encima do Clube do Remo, que foi vice pelo segundo ano consecutivo. Com a conquista, o Papão se iguala com o Bahia no ranking de times brasileiros com mais títulos estaduais, com ambos assumindo a segunda posição, ficando atrás apenas do ABC de Natal. No primeiro jogo, os bicolores levaram a vantagem após vencerem de 2–0, já no segundo, mesmo com a partida terminando em 1–1, o time da Curuzú levou o título. Antes do jogo de volta, o Remo entrou com uma ação no Tribunal de Justiça Desportiva (TJD-PA) pedindo a anulação do jogo de ida sob acusação de interferência do árbitro principal no VAR. Tal pedido foi acatado no dia 12 de abril, determinando a suspensão das premiações até que seja definida uma posição final. Além disso, a solicitação de adiamento do jogo não foi atendida. Após o Paysandu recorrer da ação no Superior Tribunal de Justiça Desportiva (STJD), a liminar foi derrubada no dia seguinte (13).

## Regulamento
Assim como em 2021, 2022 e 2023, o Campeonato será disputado com a formação de três grupos, com o intuito de diminuir as datas necessárias para finalizar a disputa.
1. O Campeonato é formado por três grupos denominados A, B e C;
2. Cada equipe enfrentará os 8 membros dos outros dois grupos;
3. Os dois melhores classificados de cada grupo avançam para às quartas de final;
4. Dentre os três participantes que terminarem em 3º lugar de seus grupos, aqueles dois que estiverem com a melhor pontuação, também avançam às quartas de final;
5. As duas piores equipes na classificação geral, estarão rebaixadas para a 2ª Divisão.

### Critérios de Desempate

#### Primeira Fase
1. Pontuação
2. Vitórias
3. Saldo de Gols
4. Gols Pró

#### Fase Final
1. Disputas de ida e volta, em caso de empate ao final dos 180 minutos, a vaga (ou título) será definida(o) nas cobranças de pênalti

- Mata-mata

O confrontos das quartas de final será de acordo com o chaveamento olímpico. Ou seja: 1° x 8°, 2° x 7°, 3° x 6° e 4° x 5°. Os duelos serão de ida e volta, com as quatro melhores equipes no geral tendo o direito de decidir em casa.
Na semifinal e final, o mando de campo também será de acordo com o desempenho dos clubes na competição, também em jogos de ida e volta. Já na disputa do terceiro lugar, os clubes podem decidir, em comum acordo, realizar apenas uma partida, com o mando de campo para o time de melhor campanha.
Quartas de final

Grupo D: 1° x 8°

Grupo E: 2° x 7°

Grupo F: 3° x 6°

Grupo G: 4° x 5°
Semifinal

Grupo H: vencedor do Grupo D x vencedor do Grupo G

Grupo I: vencedor do Grupo E x vencedor do Grupo F

Disputa de terceiro colocado

Perdedor do Grupo G x perdedor do Grupo I
Final

Vencedor do Grupo G x vencedor do Grupo I

## Equipes participantes

### Promovidos e rebaixados
| Pos. | Rebaixados da Série A de 2023 |
| ---- | ----------------------------- |
| 11º  | Itupiranga                    |
| 12º  | Independente-PA               |

| Pos. | Promovido da Série B1 de 2023 |
| ---- | ----------------------------- |
| 1º   | Canaã                         |
| 2º   | Santa Rosa                    |

### Informações das equipes
| Aumento | Equipe promovida da Série B1 de 2023 |

## Estádios

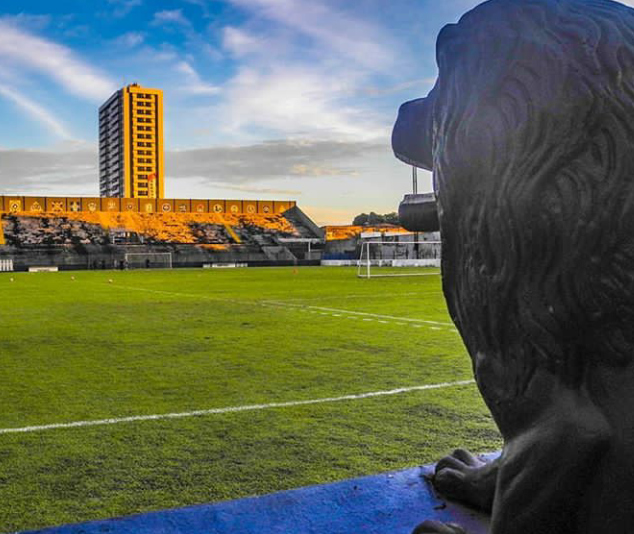
Banpará Baenão (Belém)
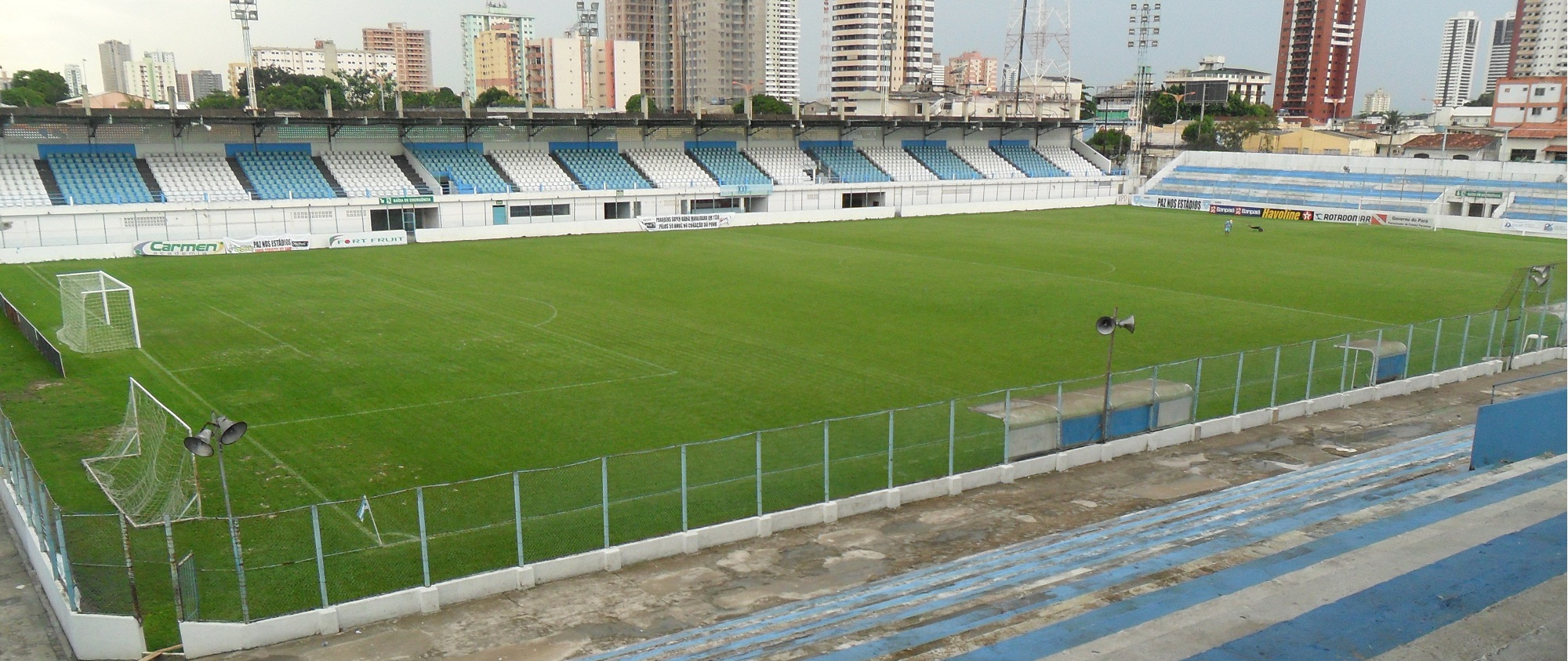
Banpará Curuzu (Belém)
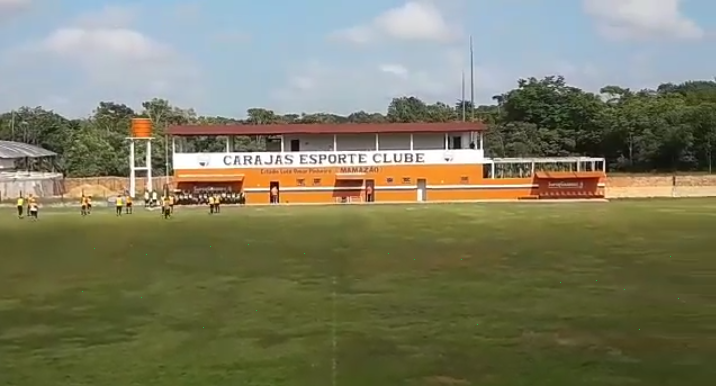
CT do Remo (Outeiro)
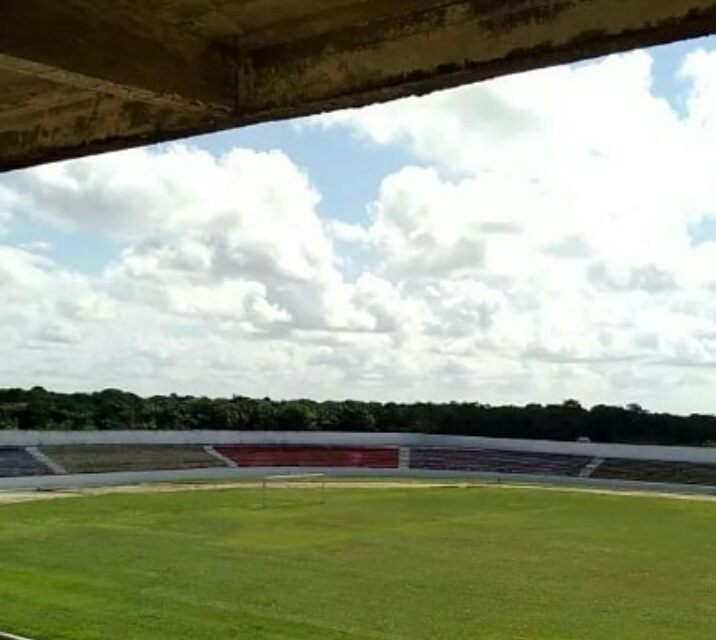
Diogão (Bragança)
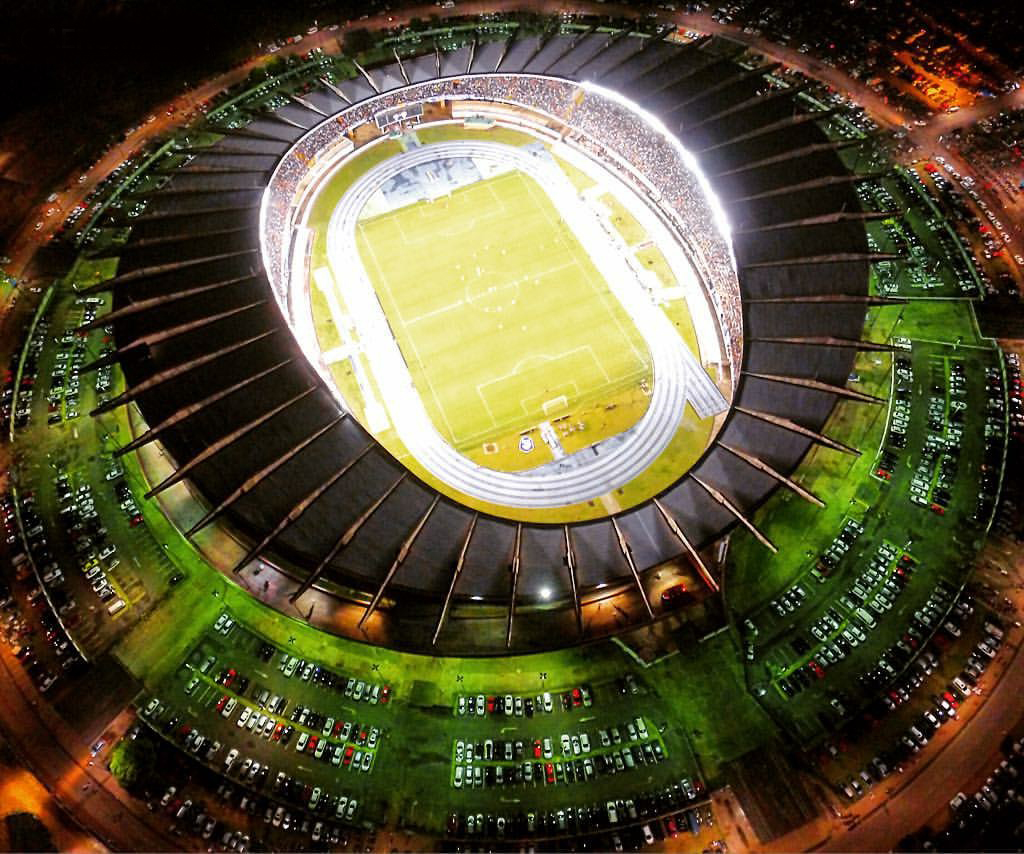
Mangueirão (Belém)
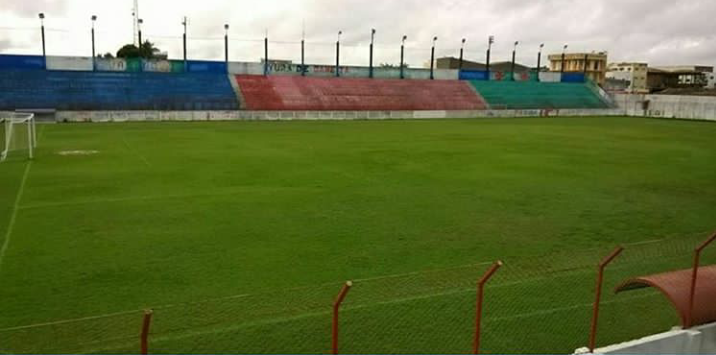
Parque do Bacurau (Cametá)
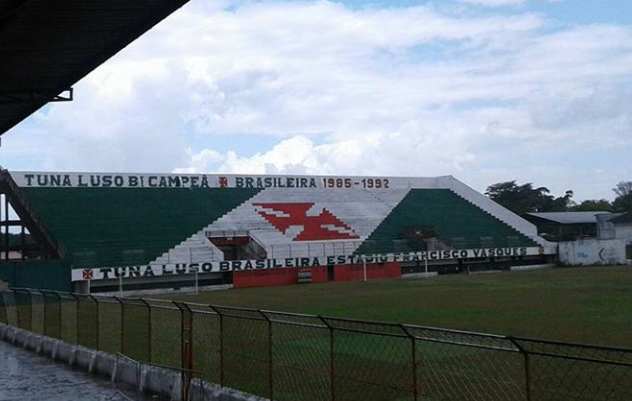
Souza (Belém)
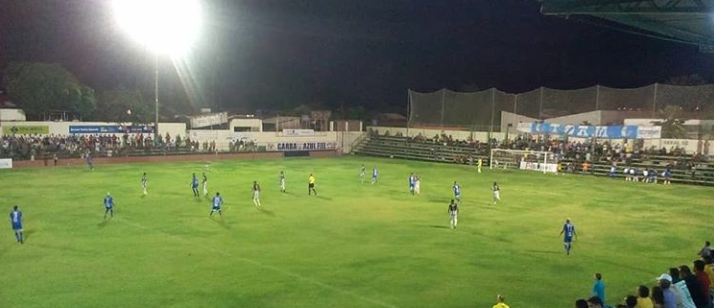
Zinho de Oliveira (Marabá)

## Primeira Fase

### Grupo A
| Pos | Equipe          | Pts | J | V | E | D | GP | GC | SG | Classificação ou descenso      |
| --- | --------------- | --- | - | - | - | - | -- | -- | -- | ------------------------------ |
| 1   | Águia de Marabá | 12  | 8 | 3 | 3 | 2 | 5  | 7  | −2 | Classificado para à Fase Final |
| 2   | Bragantino-PA   | 9   | 8 | 2 | 3 | 3 | 7  | 8  | −1 | Classificado para à Fase Final |
| 3   | Castanhal       | 6   | 8 | 1 | 3 | 4 | 8  | 12 | −4 |                                |
| 4   | Canaã-PA        | 4   | 8 | 0 | 4 | 4 | 4  | 13 | −9 | Rebaixado à Série B1 de 2025   |

### Grupo B
| Pos | Equipe     | Pts | J | V | E | D | GP | GC | SG | Classificação ou descenso      |
| --- | ---------- | --- | - | - | - | - | -- | -- | -- | ------------------------------ |
| 1   | Remo       | 14  | 8 | 4 | 2 | 2 | 14 | 6  | +8 | Classificado para à Fase Final |
| 2   | Caeté      | 12  | 8 | 3 | 3 | 2 | 10 | 9  | +1 | Classificado para à Fase Final |
| 3   | Santa Rosa | 11  | 8 | 3 | 2 | 3 | 4  | 7  | −3 | Classificado para à Fase Final |
| 4   | Cametá     | 9   | 8 | 2 | 3 | 3 | 7  | 9  | −2 |                                |

### Grupo C
| Pos | Equipe           | Pts | J | V | E | D | GP | GC | SG  | Classificação ou descenso      |
| --- | ---------------- | --- | - | - | - | - | -- | -- | --- | ------------------------------ |
| 1   | Paysandu         | 20  | 8 | 6 | 2 | 0 | 12 | 2  | +10 | Classificado para à Fase Final |
| 2   | Tuna Luso        | 16  | 8 | 4 | 4 | 0 | 17 | 8  | +9  | Classificado para à Fase Final |
| 3   | São Francisco-PA | 9   | 8 | 2 | 3 | 3 | 6  | 6  | 0   | Classificado para à Fase Final |
| 4   | Tapajós          | 5   | 8 | 1 | 2 | 5 | 5  | 12 | −7  | Rebaixado à Série B1 de 2025   |

### Classificação Geral da Primeira fase
| Pos | Grp | Equipe           | Pts | J | V | E | D | GP | GC | SG  | Classificação ou descenso      |
| --- | --- | ---------------- | --- | - | - | - | - | -- | -- | --- | ------------------------------ |
| 1   | C   | Paysandu         | 20  | 8 | 6 | 2 | 0 | 12 | 2  | +10 | Classificado para à Fase Final |
| 2   | C   | Tuna Luso        | 16  | 8 | 4 | 4 | 0 | 17 | 8  | +9  | Classificado para à Fase Final |
| 3   | B   | Remo             | 14  | 8 | 4 | 2 | 2 | 14 | 6  | +8  | Classificado para à Fase Final |
| 4   | B   | Caeté            | 12  | 8 | 3 | 3 | 2 | 10 | 9  | +1  | Classificado para à Fase Final |
| 5   | A   | Águia de Marabá  | 12  | 8 | 3 | 3 | 2 | 5  | 7  | −2  | Classificado para à Fase Final |
| 6   | B   | Santa Rosa       | 11  | 8 | 3 | 2 | 3 | 4  | 7  | −3  | Classificado para à Fase Final |
| 7   | C   | São Francisco-PA | 9   | 8 | 2 | 3 | 3 | 6  | 6  | 0   | Classificado para à Fase Final |
| 8   | A   | Bragantino-PA    | 9   | 8 | 2 | 3 | 3 | 7  | 8  | −1  | Classificado para à Fase Final |
| 9   | B   | Cametá           | 9   | 8 | 2 | 3 | 3 | 7  | 9  | −2  | Eliminado                      |
| 10  | A   | Castanhal        | 6   | 8 | 1 | 3 | 4 | 8  | 12 | −4  | Eliminado                      |
| 11  | C   | Tapajós          | 5   | 8 | 1 | 2 | 5 | 5  | 12 | −7  | Rebaixado à Série B1 de 2025   |
| 12  | A   | Canaã-PA         | 4   | 8 | 0 | 4 | 4 | 4  | 13 | −9  | Rebaixado à Série B1 de 2025   |

### Confrontos
Fonte:
| 20 de janeiro | São Francisco-PA | 0 – 1                  | Caeté       | Souza, Belém                                      |
| 11:00         |                  | Súmula FPF Borderô FPF | Raylson 13' | Público: 168 Árbitro: PA Wanbelton Lisboa Valente |

| 20 de janeiro | Bragantino-PA | 0 – 0                  | Tapajós | Diogão, Bragança                                |
| 15:30         |               | Súmula FPF Borderô FPF |         | Público: 1 700 Árbitro: PA Klever da Costa Lobo |

| 20 de janeiro | Águia de Marabá | 0 – 0                  | Tuna Luso | Zinho de Oliveira, Marabá                               |
| 16:30         |                 | Súmula FPF Borderô FPF |           | Público: 1 429 Árbitro: PA Marco Jose Soares de Almeida |

| 20 de janeiro | Cametá                     | 2 – 2                  | Castanhal                      | Parque do Bacurau, Cametá                                            |
| 16:00         | Pedrão 37' · Balotelli 39' | Súmula FPF Borderô FPF | Gedoz 58' · Matheus Santos 78' | Público: 1 522 Árbitro: PA Alexandre Expedito Vieira da Silva Júnior |

| 20 de janeiro | Paysandu    | 1 – 0                  | Santa Rosa | Mangueirão, Belém                                            |
| 19:00         | Nicolas 46' | Súmula FPF Borderô FPF |            | Público: 23 308 Árbitro: PA Dewson Fernando Freitas da Silva |

| 21 de janeiro | Remo                                                                                   | 5 – 0                  | Canaã-PA | Mangueirão, Belém                                      |
| 16:00         | Pietro Pereira 9' (g.c.) · Echaporã 23' · Ytalo 43' · Camilo 45+1' · Marco Antônio 90' | Súmula FPF Borderô FPF |          | Público: 27 076 Árbitro: PA Olivaldo José Alves Moraes |

| 23 de janeiro | Tapajós          | 1 – 1                  | Águia de Marabá | Arena Verde, Paragominas                                  |
| 16:00         | Nilson Gomes 61' | Súmula FPF Borderô FPF | João Braga 16'  | Público: 149 Árbitro: PA Murilo Augusto Amoras de Almeida |

| 24 de janeiro | Tuna Luso                                | 2 – 2                  | Bragantino-PA                     | Souza, Belém                                                |
| 10:00         | Wesley Raizeman 45' · Jonathan Chula 54' | Súmula FPF Borderô FPF | Edicleber Macedo 5' · Gileard 14' | Público: 275 Árbitro: PA Raimundo Gilson Gonçalves de Brito |

| 24 de janeiro | Santa Rosa | 0 – 1                  | São Francisco-PA | CT do Castanhal, Castanhal                 |
| 10:00         |            | Súmula FPF Borderô FPF | Andre Rosa 45+4' | Público: 20 Árbitro: PA Gustavo Ramos Melo |

| 24 de janeiro | Caeté | 0 – 1                  | Paysandu      | Diogão, Bragança                                             |
| 15:30         |       | Súmula FPF Borderô FPF | Nicolas 90+2' | Público: 2 024 Árbitro: PA Joelson Nazareno Ferreira Cardoso |

| 24 de janeiro | Canaã-PA              | 1 – 1                  | Cametá             | Benezão, Canaã dos Carajás                             |
| 16:00         | Josivan Marudá 90+10' | Súmula FPF Borderô FPF | Filipe Eduardo 78' | Público: 115 Árbitro: PA Ignácio José de Almeida Pedro |

| 24 de janeiro | Castanhal | 0 – 1                  | Remo           | Mangueirão, Belém                                    |
| 20:30         |           | Súmula FPF Borderô FPF | Echaporã 45+2' | Público: 8 135 Árbitro: PA Djonaltan Costa de Araújo |

| 27 de janeiro | Caeté     | 1 – 1                  | Canaã-PA        | Diogão, Bragança                                  |
| 15:30         | Ale 90+4' | Súmula FPF Borderô FPF | Joel Araujo 11' | Público: 399 Árbitro: PA Gleika Oliveira Pinheiro |

| 27 de janeiro | Águia de Marabá | 0 – 3                  | Paysandu                     | Zinho de Oliveira, Marabá                                            |
| 17:00         |                 | Súmula FPF Borderô FPF | Bryan 15' · Nicolas 24', 73' | Público: 2 292 Árbitro: PA Alexandre Expedito Vieira da Silva Junior |

| 28 de janeiro | Santa Rosa         | 1 – 0                  | Castanhal | CT do Castanhal, Castanhal                              |
| 10:00         | Felipe Vigia 45+4' | Súmula FPF Borderô FPF |           | Público: 529 Árbitro: PA Raymar Klemer Rezende Ferreira |

| 28 de janeiro | Tuna Luso                          | 3 – 0                  | Cametá | Souza, Belém                                  |
| 10:00         | Dedé 10' · Jonathan Chula 27', 65' | Súmula FPF Borderô FPF |        | Público: 322 Árbitro: PA Klever da Costa Lobo |

| 28 de janeiro | Bragantino-PA    | 2 – 1                  | São Francisco-PA | Diogão, Bragança                                |
| 15:30         | Gileard 12', 74' | Súmula FPF Borderô FPF | John Kennedy 83' | Público: 1 120 Árbitro: PA Joel Costa Goes Neto |

| 14 de fevereiro | Tapajós    | 1 – 3                  | Remo                                       | Banpará Baenão, Belém                                 |
| 20:00           | Elizeu 21' | Súmula FPF Borderô FPF | Ytalo 26' · Camilo 38' · Marco Antônio 56' | Público: 5 186 Árbitro: PA Olivaldo José Alves Moraes |

| 31 de janeiro | Cametá                          | 2 – 0                  | Tapajós | Parque do Bacurau, Cametá                         |
| 20:00         | Filipe Eduardo 54' · Magnum 71' | Súmula FPF Borderô FPF |         | Público: 998 Árbitro: PA Wanbelton Lisboa Valente |

| 7 de fevereiro | Paysandu                    | 2 – 1                  | Bragantino-PA | Banpará Curuzu, Belém                               |
| 20:00          | Nicolas 24' · Juninho 90+3' | Súmula FPF Borderô FPF | Charles 29'   | Público: 5 525 Árbitro: PA Wanbelton Lisboa Valente |

| 8 de fevereiro | São Francisco-PA | 0 – 1                  | Águia de Marabá | Souza, Belém                                             |
| 10:00          |                  | Súmula FPF Borderô FPF | David Cruz 26'  | Público: 55 Árbitro: PA Dewson Fernando Freitas da Silva |

| 8 de fevereiro | Castanhal                         | 2 – 3                  | Caeté                                                    | CT do Castanhal, Castanhal                               |
| 15:30          | João Vitor 24' · Felipe Gedoz 83' | Súmula FPF Borderô FPF | Jorge Pet 11' · Vitor Maranhão 62' · Fidelis Pereira 79' | Público: Portões fechados Árbitro: PA Gustavo Ramos Melo |

| 8 de fevereiro | Canaã-PA | 0 – 0                  | Santa Rosa | Rosenão, Parauapebas                                     |
| 16:00          |          | Súmula FPF Borderô FPF |            | Público: 76 Árbitro: PA Murilo Augusto Amoras De Almeida |

| 8 de fevereiro | Remo                             | 2 – 3                  | Tuna Luso                          | Banpará Baenão, Belém                                                         |
| 20:00          | Marlon 17' (g.c.) · Jaderson 35' | Súmula FPF Borderô FPF | Dedé 14' · Bahia 26' · Gabriel 90' | Público: 8 690 Árbitro: PA Fernando Antonio Mendes de Salles Nascimento Filho |

| 3 de fevereiro | Santa Rosa | 1 – 1                  | Águia de Marabá | CT do Castanhal, Castanhal                                |
| 10:00          | Flávio 37' | Súmula FPF Borderô FPF | Kaíque 17'      | Público: 15 Árbitro: PA Joelson Nazareno Ferreira Cardoso |

| 3 de fevereiro | Caeté         | 1 – 1                  | Bragantino-PA | Diogão, Bragança                                        |
| 15:30          | Jorge Pet 38' | Súmula FPF Borderô FPF | Gileard 65'   | Público: 1 061 Árbitro: PA Marco Jose Soares de Almeida |

| 4 de fevereiro | São Francisco-PA | 1 – 1                  | Cametá              | Souza, Belém                                  |
| 10:00          | Ruan Café 11'    | Súmula FPF Borderô FPF | Luan Henrique 45+3' | Público: 166 Árbitro: PA Klever da Costa Lobo |

| 4 de fevereiro | Castanhal                     | 2 – 2                  | Tuna Luso                             | CT do Castanhal, Castanhal                         |
| 15:30          | Joao Vitor 13' · Paulinho 63' | Súmula FPF Borderô FPF | Dedé 43' · Jonathan Chula 90+9' (pen) | Público: 500 Árbitro: PA André Michel Petri Galina |

| 4 de fevereiro | Canaã-PA      | 1 – 2                  | Tapajós                                  | Rosenão, Parauapebas                                |
| 16:00          | Wanderlan 37' | Súmula FPF Borderô FPF | Joel 50' (g.c.) · Thainler Mariano 90+2' | Público: 211 Árbitro: PA Elerson Fernandes da Silva |

| 4 de fevereiro | Paysandu | 0 – 0                  | Remo | Mangueirão, Belém                                      |
| 17:00          |          | Súmula FPF Borderô FPF |      | Público: 48 180 Árbitro: PA Olivaldo Jose Alves Moraes |

| 16 de fevereiro | Águia de Marabá | 1 – 0                  | Caeté | Zinho de Oliveira, Marabá                             |
| 20:00           | Elielton 20'    | Súmula FPF Borderô FPF |       | Público: 1 566 Árbitro: PA Olivaldo José Alves Moraes |

| 18 de fevereiro | Tuna Luso         | 1 – 0                  | Canaã-PA | Souza, Belém                                          |
| 10:00           | Gabriel Vitor 89' | Súmula FPF Borderô FPF |          | Público: 401 Árbitro: PA Marco Jose Soares de Almeida |

| 18 de fevereiro | Bragantino-PA | 0 – 1                  | Santa Rosa       | Diogão, Bragança                                                              |
| 15:30           |               | Súmula FPF Borderô FPF | Flávio Cabral 8' | Público: 1 028 Árbitro: PA Fernando Antônio Mendes de Salles Nascimento Filho |

| 18 de fevereiro | Cametá | 0 – 1                  | Paysandu    | Parque do Bacurau, Cametá                                    |
| 16:00           |        | Súmula FPF Borderô FPF | Nicolas 48' | Público: 5 000 Árbitro: PA Joelson Nazareno Ferreira Cardoso |

| 18 de fevereiro | Tapajós | 0 – 2                  | Castanhal                                 | Arena Verde, Paragominas                           |
| 16:00           |         | Súmula FPF Borderô FPF | Magno Ribeiro 31' · Carlos Maia 52' (pen) | Público: 121 Árbitro: PA Djonaltan Costa de Araújo |

| 28 de fevereiro | Remo              | 1 – 1                  | São Francisco-PA     | Banpará Baenão, Belém                                |
| 20:00           | Marco Antônio 43' | Súmula FPF Borderô FPF | Rodrigo Santarém 29' | Público: 5 060 Árbitro: PA André Michel Petri Galina |

| 24 de fevereiro | Castanhal | 0 – 0                  | São Francisco-PA | CT do Castanhal, Castanhal                                                  |
| 15:30           |           | Súmula FPF Borderô FPF |                  | Público: 400 Árbitro: PA Fernando Antônio Mendes de Salles Nascimento Filho |

| 24 de fevereiro | Canaã-PA       | 1 – 1                  | Paysandu          | Rosenão, Parauapebas                            |
| 16:00           | Zé Paulo 90+7' | Súmula FPF Borderô FPF | Michel Macedo 31' | Público: 1 771 Árbitro: PA Klever da Costa Lobo |

| 25 de fevereiro | Tuna Luso                                                    | 4 – 0                  | Santa Rosa | Souza, Belém                                       |
| 10:00           | Lukinhas 1' · Jonathan Chula 17' (pen) · Pedrinho 78', 90+7' | Súmula FPF Borderô FPF |            | Público: 429 Árbitro: PA Djonaltan Costa de Araújo |

| 25 de fevereiro | Cametá              | 1 – 0                  | Bragantino-PA | Parque do Bacurau, Cametá                                   |
| 16:00           | Bruno Domingues 80' | Súmula FPF Borderô FPF |               | Público: 3 054 Árbitro: PA Dewson Fernando Freitas da Silva |

| 25 de fevereiro | Tapajós             | 1 – 1                  | Caeté                            | Arena Verde, Paragominas                    |
| 16:00           | Jackzinha 82' (pen) | Súmula FPF Borderô FPF | Ronny Taperaçu 19' · Fidelis 57' | Público: 175 Árbitro: PA Gustavo Ramos Melo |

| 25 de fevereiro | Remo                      | 2 – 0                  | Águia de Marabá | Banpará Baenão, Belém                                   |
| 17:00           | Camilo 47' · Henrique 61' | Súmula FPF Borderô FPF |                 | Público: 4 028 Árbitro: PA Marco Jose Soares de Almeida |

| 3 de março | Santa Rosa       | 1 – 0                  | Tapajós | Banpará Baenão, Belém                                                      |
| 15:30      | Diego Macedo 79' | Súmula FPF Borderô FPF |         | Público: 36 Árbitro: PA Fernando Antônio Mendes de Salles Nascimento Filho |

| 3 de março | Águia de Marabá | 1 – 0                  | Cametá | Zinho de Oliveira, Marabá                                   |
| 15:30      | Iuri Tanque 14' | Súmula FPF Borderô FPF |        | Público: 1 621 Árbitro: PA Murilo Augusto Amoras de Almeida |

| 3 de março | Caeté                         | 2 – 2                  | Tuna Luso                        | CT do Castanhal, Castanhal                         |
| 15:30      | Solano 45+4' · Ale Junior 55' | Súmula FPF Borderô FPF | Jayme 12' · Leandro Cearense 23' | Público: 45 Árbitro: PA Ignácio José Almeida Pedro |

| 3 de março | Bragantino-PA | 1 – 0                  | Remo | Diogão, Bragança                                                     |
| 15:30      | Edicleber 74' | Súmula FPF Borderô FPF |      | Público: 3 458 Árbitro: PA Alexandre Expedito Vieira da Silva Junior |

| 3 de março | São Francisco-PA           | 2 – 0                  | Canaã-PA | Souza, Belém                                              |
| 15:30      | Edgo 13' · Renan 79' (pen) | Súmula FPF Borderô FPF |          | Público: 202 Árbitro: PA Dewson Fernando Freitas da Silva |

| 3 de março | Paysandu                         | 3 – 0                  | Castanhal | Banpará Curuzu, Belém                                 |
| 15:00      | Jean Dias 16' · Nicolas 41', 71' | Súmula FPF Borderô FPF |           | Público: 7 218 Árbitro: PA Olivaldo José Alves Moraes |

## Fase Final
Em itálico, as equipes que disputarão a primeira partida como mandante. Em negrito, as equipes classificadas.
|  |  |

|  | Quartas-de-final | Quartas-de-final | Quartas-de-final | Quartas-de-final |   |          | Semifinais       | Semifinais       | Semifinais       | Semifinais       |  |          | Final           | Final           | Final           | Final           |  |  |
|  | 9 a 17 de março  | 9 a 17 de março  | 9 a 17 de março  | 9 a 17 de março  |   |          | 27 a 31 de março | 27 a 31 de março | 27 a 31 de março | 27 a 31 de março |  |          | 7 a 14 de abril | 7 a 14 de abril | 7 a 14 de abril | 7 a 14 de abril |  |  |
|  |                  |                  |                  |                  |   |          |                  |                  |                  |                  |  |          |                 |                 |                 |                 |  |  |
|  | Paysandu         | 3                | 3                | 6                |   |          |                  |                  |                  |                  |  |          |                 |                 |                 |                 |  |  |
|  | Bragantino-PA    | 0                | 1                | 1                |   |          |                  |                  |                  |                  |  |          |                 |                 |                 |                 |  |  |
|  | Bragantino-PA    | 0                | 1                | 1                |   | Paysandu | 1                | 4                | 5                |                  |  |          |                 |                 |                 |                 |  |  |
|  |                  |                  |                  |                  |   | Paysandu | 1                | 4                | 5                |                  |  |          |                 |                 |                 |                 |  |  |
|  |                  | Águia de Marabá  | 1                | 0                | 1 |          |                  |                  |                  |                  |  |          |                 |                 |                 |                 |  |  |
|  | Caeté            | Águia de Marabá  | 1                | 0                | 1 | 0        | 0                | 0                |                  |                  |  |          |                 |                 |                 |                 |  |  |
|  | Caeté            |                  |                  |                  |   | 0        | 0                | 0                |                  |                  |  |          |                 |                 |                 |                 |  |  |
|  | Águia de Marabá  | 2                | 2                | 4                |   |          |                  |                  |                  |                  |  |          |                 |                 |                 |                 |  |  |
|  | Águia de Marabá  | 2                | 2                | 4                |   |          |                  |                  |                  |                  |  | Paysandu | 2               | 1               | 3               |                 |  |  |
|  |                  |                  |                  |                  |   |          |                  |                  |                  |                  |  | Paysandu | 2               | 1               | 3               |                 |  |  |
|  |                  | Remo             | 0                | 1                | 1 |          |                  |                  |                  |                  |  |          |                 |                 |                 |                 |  |  |
|  | Remo             | Remo             | 0                | 1                | 1 | 3        | 2                | 5                |                  |                  |  |          |                 |                 |                 |                 |  |  |
|  | Remo             |                  |                  |                  |   | 3        | 2                | 5                |                  |                  |  |          |                 |                 |                 |                 |  |  |
|  | Santa Rosa       | 0                | 0                | 0                |   |          |                  |                  |                  |                  |  |          |                 |                 |                 |                 |  |  |
|  | Santa Rosa       | 0                | 0                | 0                |   | Remo     | 2                | 2                | 4                |                  |  |          |                 |                 |                 |                 |  |  |
|  |                  |                  |                  |                  |   | Remo     | 2                | 2                | 4                |                  |  |          |                 |                 |                 |                 |  |  |
|  |                  | Tuna Luso        | 1                | 0                | 1 |          |                  |                  |                  |                  |  |          |                 |                 |                 |                 |  |  |
|  | Tuna Luso (pen)  | Tuna Luso        | 1                | 0                | 1 | 0        | 2                | 2 (4)            |                  |                  |  |          |                 |                 |                 |                 |  |  |
|  | Tuna Luso (pen)  |                  |                  |                  |   | 0        | 2                | 2 (4)            |                  |                  |  |          |                 |                 |                 |                 |  |  |
|  | São Francisco-PA | 1                | 1                | 2 (2)            |   |          |                  |                  |                  |                  |  |          |                 |                 |                 |                 |  |  |

### Finais
Ida
| 7 de abril | Remo | 0 – 2                  | Paysandu                          | Mangueirão, Belém                                                                  |
| 17:00      |      | Súmula FPF Borderô FPF | Jean Dias 19' · Esli Garcia 90+3' | Público: 28 359 Renda: R$ 1 053 490,00 Árbitro: SC Bráulio da Silva Machado (FIFA) |

Volta
| 14 de abril | Paysandu      | 1 – 1                  | Remo         | Mangueirão, Belém                                                               |
| 17:00       | Nicolas 58' · | Súmula FPF Borderô FPF | Ronald 63' · | Público: 32 907 Renda: R$ 1 411 960,00 Árbitro: MG Paulo César Zanovelli (FIFA) |

### Copa Grão-Pará
A Copa Grão-Pará é um novo formato de competição da FPF para definir a terceira vaga na Copa do Brasil, participam os desclassificados das quartas de final e das semifinais. Em itálico, as equipes que possuem o mando de campo no jogo único do confronto e em negrito as equipes classificadas.
|  | Quartas de final | Quartas de final | Quartas de final |  |  | Semifinais | Semifinais       | Semifinais |  |  | Final | Final            | Final |
|  |                  |                  |                  |  |  |            |                  |            |  |  |       |                  |       |
|  |                  |                  |                  |  |  | 3º         | Tuna Luso        | 1          |  |  |       |                  |       |
|  | 6º               | Caeté            | 0 (1)            |  |  |            | Santa Rosa       | 0          |  |  |       |                  |       |
|  | 7º               | Santa Rosa (pen) | 0 (3)            |  |  |            |                  |            |  |  |       | Tuna Luso        | 2     |
|  |                  |                  |                  |  |  |            |                  |            |  |  |       | São Francisco-PA | 1     |
|  |                  |                  |                  |  |  | 4º         | Águia de Marabá  | 0          |  |  |       |                  |       |
|  | 5º               | São Francisco-PA | 6                |  |  |            | São Francisco-PA | 1          |  |  |       |                  |       |
|  | 8º               | Bragantino-PA    | 4                |  |  |            |                  |            |  |  |       |                  |       |

### Final
Partida única
| 11 de abril | Tuna Luso                | 2 – 1                  | São Francisco-PA | Mangueirão, Belém                                                      |
| 20:00       | Jayme 45+5' · Dedé 65' · | Súmula FPF Borderô FPF | Edgo 27' ·       | Público: 341 Renda: R$ 7 660,00 Árbitro: PA Olivaldo José Alves Moraes |

## Premiação
| Campeão Paraense 2024          |
| Belém                          |
| ------------------------------ |
| Paysandu Campeão (50.º título) |

### Campeão da Copa Grão-Pará
| Copa Grão-Pará 2024           |
| ----------------------------- |
|                               |
| Tuna Luso Campeão (1° título) |

## Estatísticas
Atualizado em 4 de abril de 2024
| \| Gols[carece de fontes?] \| Jogador \| Equipe \| \| ----------------------- \| --------------- \| --------------- \| \| 11 \| Nicolas \| Paysandu \| \| 6 \| Jonathan Chula \| Tuna Luso \| \| 4 \| Biel \| Paysandu \| \| 4 \| Gileard \| Bragantino-PA \| \| 4 \| Braga \| Águia de Marabá \| \| 4 \| Ytalo \| Remo \| \| 4 \| Dedé \| Tuna Luso \| \| 3 \| Esli García \| Paysandu \| \| 3 \| Camilo \| Remo \| \| 3 \| Echaporã \| Remo \| \| 3 \| Gabriel Furtado \| Tuna Luso \| \| 3 \| Marco Antônio \| Remo \| |                 |                 |
| Gols[carece de fontes?] | Jogador         | Equipe          |
| 11 | Nicolas         | Paysandu        |
| 6 | Jonathan Chula  | Tuna Luso       |
| 4 | Biel            | Paysandu        |
| 4 | Gileard         | Bragantino-PA   |
| 4 | Braga           | Águia de Marabá |
| 4 | Ytalo           | Remo            |
| 4 | Dedé            | Tuna Luso       |
| 3 | Esli García     | Paysandu        |
| 3 | Camilo          | Remo            |
| 3 | Echaporã        | Remo            |
| 3 | Gabriel Furtado | Tuna Luso       |
| 3 | Marco Antônio   | Remo            |

## Classificação geral
| Pos | Equipe           | Pts | J  | V  | E | D | GP | GC | SG  | Classificação ou descenso                                                           |
| --- | ---------------- | --- | -- | -- | - | - | -- | -- | --- | ----------------------------------------------------------------------------------- |
| 1   | Paysandu         | 34  | 14 | 10 | 4 | 0 | 26 | 5  | +21 | Campeão e classificado à Copa do Brasil de 2025 e Copa Verde de 2025                |
| 2   | Remo             | 27  | 14 | 8  | 3 | 3 | 24 | 10 | +14 | Vice-campeão e classificado à Copa do Brasil de 2025 e Copa Verde de 2025           |
| 3   | Tuna Luso        | 25  | 14 | 7  | 4 | 3 | 23 | 15 | +8  | Campeão da Copa Grão-Pará e classificado à Copa do Brasil de 2025 e Série D de 2025 |
| 4   | Águia de Marabá  | 19  | 13 | 5  | 4 | 4 | 10 | 13 | −3  | Eliminado na semifinal e classificado à Copa do Brasil de 2025 e Série D de 2025    |
| 5   | São Francisco-PA | 18  | 13 | 5  | 3 | 5 | 16 | 14 | +2  | Eliminados nas quartas de final                                                     |
| 6   | Caeté            | 13  | 11 | 3  | 4 | 4 | 10 | 13 | −3  | Eliminados nas quartas de final                                                     |
| 7   | Santa Rosa       | 12  | 12 | 3  | 3 | 6 | 4  | 13 | −9  | Eliminados nas quartas de final                                                     |
| 8   | Bragantino-PA    | 9   | 11 | 2  | 3 | 6 | 12 | 20 | −8  | Eliminados nas quartas de final                                                     |
| 9   | Cametá           | 9   | 8  | 2  | 3 | 3 | 7  | 9  | −2  | Eliminados da primeira fase                                                         |
| 10  | Castanhal        | 6   | 8  | 1  | 3 | 4 | 8  | 12 | −4  | Eliminados da primeira fase                                                         |
| 11  | Tapajós          | 5   | 8  | 1  | 2 | 5 | 5  | 12 | −7  | Rebaixados à Série B1 de 2025                                                       |
| 12  | Canaã-PA         | 4   | 8  | 0  | 4 | 4 | 4  | 13 | −9  | Rebaixados à Série B1 de 2025                                                       |

## Público
Maiores Públicos Pagantes
Estes são os dez maiores públicos pagantes do campeonato, sem considerar as partidas com portões fechados
| N.º | Público | Mandante  | Placar | Visitante       | Estádio    | Data           | Rodada    | Ref.   |
| --- | ------- | --------- | ------ | --------------- | ---------- | -------------- | --------- | ------ |
| 1   | 41 461  | Paysandu  | 0–0    | Remo            | Mangueirão | 4 de fevereiro | 5ª        | [ 11 ] |
| 2   | 26 943  | Paysandu  | 1–1    | Remo            | Mangueirão | 14 de abril    | Final     | [ 12 ] |
| 3   | 22 526  | Remo      | 0–2    | Paysandu        | Mangueirão | 7 de abril     | Final     | [ 13 ] |
| 4   | 22 339  | Remo      | 5–0    | Canaã-PA        | Mangueirão | 21 de janeiro  | 1ª        | [ 14 ] |
| 5   | 19 505  | Paysandu  | 1–0    | Santa Rosa      | Mangueirão | 20 de janeiro  | 1ª        | [ 15 ] |
| 6   | 9 506   | Remo      | 2–0    | Tuna Luso       | Mangueirão | 31 de março    | Semifinal | [ 16 ] |
| 7   | 8 870   | Tuna Luso | 1–2    | Remo            | Mangueirão | 28 de março    | Semifinal | [ 17 ] |
| 8   | 7 435   | Paysandu  | 4–0    | Águia de Marabá | Curuzu     | 30 de março    | Semifinal | [ 18 ] |
| 9   | 6 902   | Remo      | 2–3    | Tuna Luso       | Baenão     | 8 de fevereiro | 4ª        | [ 19 ] |
| 10  | 6 683   | Castanhal | 0–1    | Remo            | Mangueirão | 24 de janeiro  | 2ª        | [ 20 ] |

Menores Públicos Pagantes
Estes são os dez menores públicos pagantes do campeonato, sem considerar as partidas com portões fechados
| N.º | Público | Mandante         | Placar | Visitante        | Estádio           | Data            | Rodada | Ref.   |
| --- | ------- | ---------------- | ------ | ---------------- | ----------------- | --------------- | ------ | ------ |
| 1   | 0       | Castanhal        | 2–3    | Caeté            | Ninho do Japiim   | 8 de fevereiro  | 4ª     | [ 21 ] |
| 2   | 11      | Santa Rosa       | 1–1    | Águia de Marabá  | Ninho do Japiim   | 3 de fevereiro  | 5ª     | [ 22 ] |
| 3   | 18      | Santa Rosa       | 0–1    | São Francisco-PA | Ninho do Japiim   | 24 de janeiro   | 2ª     | [ 23 ] |
| 4   | 26      | Santa Rosa       | 1–0    | Tapajós          | Baenão            | 3 de março      | 8ª     | [ 24 ] |
| 5   | 31      | São Francisco-PA | 0–1    | Águia de Marabá  | Francisco Vasques | 8 de fevereiro  | 4ª     | [ 25 ] |
| 6   | 45      | Caeté            | 2–2    | Tuna Luso        | Ninho do Japiim   | 3 de março      | 8ª     | [ 26 ] |
| 7   | 64      | Tapajós          | 1–2    | Caeté            | Arena Verde       | 25 de fevereiro | 7ª     | [ 27 ] |
| 8   | 73      | Tapajós          | 1–1    | Águia de Marabá  | Arena Verde       | 23 de janeiro   | 2ª     | [ 28 ] |
| 9   | 76      | Canaã-PA         | 0–0    | Santa Rosa       | Rosenão           | 8 de fevereiro  | 4ª     | [ 29 ] |
| 10  | 87      | São Francisco-PA | 0–1    | Caeté            | Francisco Vasques | 20 de janeiro   | 1ª     | [ 30 ] |

Médias de público
Estas são as médias de público dos clubes no campeonato. Considera-se apenas os jogos da equipe como mandante e o público pagante:
| Pos.  | Time             | Média  | Total   | Mandos | Maior  | Menor |
| ----- | ---------------- | ------ | ------- | ------ | ------ | ----- |
| 1     | Paysandu         | 15 725 | 110 076 | 7      | 41 461 | 4 069 |
| 2     | Remo             | 10 388 | 72 717  | 7      | 22 526 | 2 782 |
| 3     | Castanhal        | 1 769  | 7 074   | 4      | 6 683  | 0     |
| 4     | Cametá           | 1 745  | 6 980   | 4      | 4 500  | 623   |
| 5     | Tuna Luso        | 1 712  | 10 270  | 6      | 8 870  | 179   |
| 6     | Águia de Marabá  | 1 540  | 9 242   | 6      | 1 932  | 1 137 |
| 7     | Bragantino-PA    | 1 304  | 6 522   | 5      | 2 458  | 428   |
| 8     | Tapajós          | 1 063  | 4 253   | 4      | 4 012  | 64    |
| 9     | Santa Rosa       | 967    | 4 836   | 5      | 4 383  | 11    |
| 10    | Caeté            | 681    | 3 403   | 5      | 1 724  | 45    |
| 11    | Canaã-PA         | 433    | 1 733   | 4      | 1 371  | 76    |
| 12    | São Francisco-PA | 103    | 516     | 5      | 175    | 31    |
| Total | Total            | 3 833  | 237 622 | 62     | 41 461 | 0     |

## Técnicos
| Equipe          | Técnico                   | Ref.   |
| --------------- | ------------------------- | ------ |
| Águia de Marabá | Rafael Jacques (1ª—3ª)    | [ 31 ] |
| Águia de Marabá | Mathaus Sodré (4ª—)       | [ 32 ] |
| Bragantino      | Rogerinho Gameleira (1ª—) | [ 33 ] |
| Caeté           | Artur Oliveira (1ª—)      | [ 34 ] |
| Cametá          | Uidemar (1ª—2ª)           | [ 35 ] |
| Cametá          | Júnior Amorim (3ª—)       | [ 36 ] |
| Canaã           | Emerson Almeida (1ª—3ª)   | [ 37 ] |
| Canaã           | Léo Goiano (4ª—)          | [ 38 ] |
| Castanhal       | Wilton Bezerra (1ª—5ª)    | [ 39 ] |
| Castanhal       | Emerson Almeida (6ª—)     | [ 40 ] |
| Paysandu        | Hélio dos Anjos (1ª—)     | [ 41 ] |
| Remo            | Ricardo Catalá (1ª—)      | [ 42 ] |
| Santa Rosa      | Rodrigo Reis (1ª—)        | [ 43 ] |
| São Francisco   | Samuel Cândido (1ª—)      | [ 44 ] |
| Tapajós         | Alexandre Finazzi (1ª—)   | [ 45 ] |
| Tuna Luso       | Júlio César (1ª—)         | [ 46 ] |

### Mudança de Técnicos
| Clube           | Antecessor      | Motivo   | Data           | Última partida               | Rod | Pos | Sucessor        | Ref.   |
| --------------- | --------------- | -------- | -------------- | ---------------------------- | --- | --- | --------------- | ------ |
| Cametá          | Uidemar         | Rescisão | 24 de janeiro  | Canaã 1–1 Cametá             | 2ª  | 5°  | Júnior Amorim   | [ 47 ] |
| Águia de Marabá | Rafael Jacques  | Rescisão | 27 de janeiro  | Águia de Marabá 0–3 Paysandu | 3ª  | 10° | Mathaus Sodré   | [ 48 ] |
| Canaã           | Emerson Almeida | Rescisão | 1 de fevereiro | Caeté 1–1 Canaã              | 3ª  | 11° | Léo Goiano      | [ 49 ] |
| Castanhal       | Wilton Bezerra  | Rescisão | 8 de fevereiro | Castanhal 2–3 Caeté          | 5ª  | 12° | Emerson Almeida | [ 50 ] |

## Transmissão
Os jogos foram transmitidos ao vivo pela Rede Cultura do Pará pelo 15° ano consecutivo.